# Манорина зелена
Манорина зелена (Manorina melanophrys) — вид горобцеподібних птахів родини медолюбових (Meliphagidae). Ендемік Австралії.

## Поширення
Поширений вздовж східного узбережжя Австралії від околиць міста Гімпі на півдні Квінсленду, на південь уздовж прибережної рівнини та хребтів до Мельбурна (штат Вікторія). Вони віддають перевагу окраїнам вологих або сухих склерофільних лісів і густим лісам, часто поруч із струмком або іншим постійним джерелом води.

## Опис
Птах завдовжки 18 см і вагою 30 г. Він оливково-зеленого кольору з жовтим дзьобом і оранжево-жовтими ногами.

## Спосіб життя
Гніздяться ці птахи колоніями по 8–200 особин. Зазвичай пари залишаються разом все життя. Сезон розмноження триває цілий рік, його пік припадає на червень-листопад. Гніздо будує самиця. Вона відкладає 1-3 яйця, зазвичай 2. Насиджує їх самиця близько 15 днів. Годують пташенят обоє батьків. У виконанні батьківських обов'язків їм допомагають помічники — це зазвичай молоді особини або ті, що не знайшли партнера для розмноження, іноді також інші гніздові птахи з колонії. Зелені манорини агресивно захищають свої місця розмноження від інших горобцеподібних, які гніздяться в цьому районі. Вони відганяють інших птахів, щоб забезпечити себе та своїх пташенят достатньою їжею. Молодняк повністю оперяється приблизно через 15 днів після вилуплення.
Харчується головним чином медяною росою, яку виробляють листоблішки (Psyllidae) із соку листя евкаліпта та відкладають над собою у вигляді дзвіночків для укриття. Ці комахи створюють ці дзвіночки, щоб птахи харчувалися медяною росою, а не ними самими. При відсутності медяної роси медолюби поїдають комах.